# بي ام دبليو E46
سيارات بي ام دبليو E46
شركة BMW للسيارات. تم تقديم السلسلة متوسطة المدى في مارس 1998 كخليفة لسلسلة E36

| النجوم في البرنامج الأوروبي لتقييم السيارات الجديدة ‏ - اختبار التصادم (2001) | 105x105بك |

سلسلة E46 هي السلسلة الرابعة من ثلاث مجموعات من إنتاج شركة BMW للسيارات. تم تقديم السلسلة متوسطة المدى في مارس 1998 كخليفة لسلسلة E36 .
تم إنتاج طرازات E46 في المصنع الأصلي في ميونيخ-ميلبيرتسهوفن والمصانع في لايبزيغ وريجينسبورج والقاهرة (مصر). وكانت الشركات المصنعة الأخرى هي بريليانس موتورز في شنيانغ (الصين)، ومجموعة السيارات البافارية في مدينة 6. Octobers (مصر) و Avtotor في كالينينغراد (روسيا).

## التاريخ نموذج

### عام

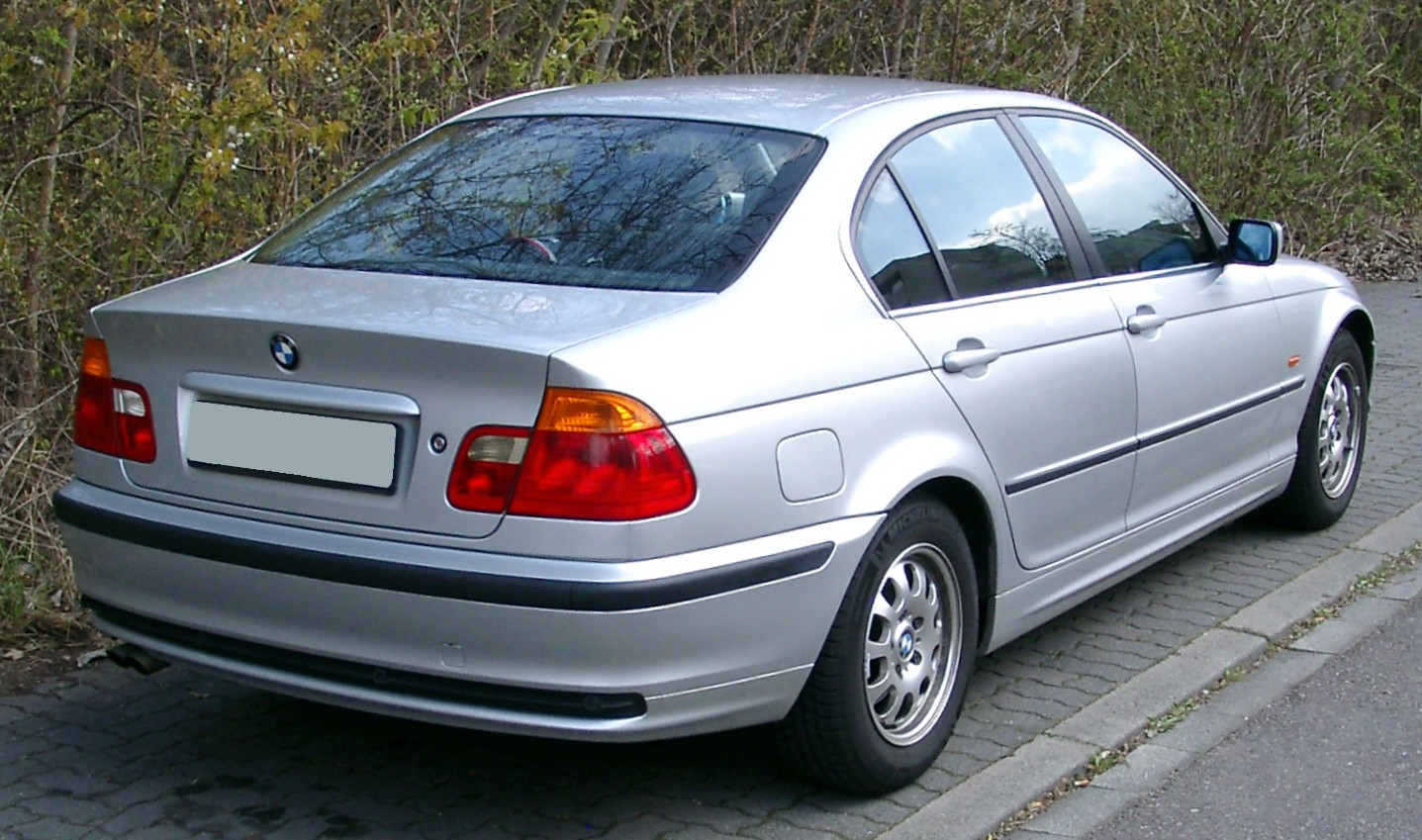
الرؤية الخلفية

الجيل الرابع من BMW الفئة الثالثة، ظهر BMW E46 في أواخر أبريل 1998. كالعادة مع BMW ، مبدئيًا فقط كسيارة سيدان، مع محركات بنزين بستة أسطوانات (M52TU) وأربع أسطوانات (M43TU) ومحرك ديزل رباعي الأسطوانات مطور حديثًا (M47) مع بيع M47 BMW لأول مرة محرك ديزل مع الحقن المباشر. شملت معدات السلامة نظام الفرامل المانعة للانغلاق (ABS) بشكل قياسي، والتحكم في الجر (ASC + T)، ونظام التحكم في الفرامل المنعطف ‏، وتوزيع قوة الفرامل الإلكترونية وستة أكياس هوائية كمعيار في جميع الطرز. كان التحكم الإلكتروني في ديناميات المركبات في البداية حوالي 1800 فقط   DM إضافي لل 328 i المتاحة، في وقت لاحق اختياري لجميع الموديلات، وأخيرا القياسية. من نموذج عام 2001 كان أيضا سلسلة مساعد الفرامل. الهيكل المعدني المستخدم: 60   كجم، وهو ما يتوافق مع حصة 20 ٪. نتج المزيد من التوفير في الوزن عن الفولاذ عالي القوة على المحورين الأمامي والخلفي.
كانت E46 من البداية مجهزة بشكل قياسي مع ناقل حركة يدوي 5 سرعات. فقط من طراز عام 2003، تم شحن نماذج الديزل من 320d ، 330i و 325ti مع ناقل حركة يدوي 6 سرعات. بناءً على الطلب، كان هناك نظام أوتوماتيكي رباعي السرعات في الموديلات ذات الأربع أسطوانات و Steptronic (أوتوماتيكي) المكون من 5 خطوات في الموديلات ذات الست أسطوانات. بالنسبة إلى 325i / Ci / ti (سيدان / Touring / Coupé / Convertible / Compact) و 330 i / Ci (سيدان / Touring / Coupé / Convertible)، كان هناك أيضًا اختيارًا ناقل حركة يدوي يدويًا مع SMG ، وهو ميزة خاصة من بي ام دبليو. SMG عبارة عن ناقل حركة يدوي يدوي يمكن نقله يدويًا من خلال ذراع الانتقاء ومجاذيف التغيير، وكذلك الآلي. تم تسليمها إلى عام 2003 مع 5، ثم مع 6 دورات.
في أبريل 1999 دفعت الكوبيه وبعد فترة وجيزة من محرك الديزل ذو ست أسطوانات M57 ، والذي كان متاحًا في البداية فقط في سيارة السيدان وفي أكتوبر 1999 المنشور وفي بي أم دبليو التقليدية Touring تسمى محطة عربة. فقط مع «تجميل» (تجميل) من الكوبيه وقابل للتحويل في عام 2003 كانت متاحة أيضا مع هذه النماذج من محرك الديزل هذا.
في أبريل 2000، تبعت Cabriolet. في يونيو 2000، ظهر المحرك 330i الأول M54 ، في الخريف تم استبدال الأسطوانات الستة الأخرى M52TU بإصدارات M54 الأكثر قوة. جنبا إلى جنب مع محركات M54 جاءت الطرز مع الدفع الرباعي مع تسمية إضافية الحادي عشر (محرك البنزين) أو XD (محرك الديزل).
في يونيو 2001، تم إطلاق الميثاق على أساس سلسلة E46. وللمرة الأولى، تم استخدام المحركات التي تعمل بفالترونيك الجديدة، والتي ظهرت في العام الجديد للطراز، والذي بدأ بعد بضعة أشهر، في متغيرات E46 الأخرى أيضًا. خارجيا، يختلف الاتفاق في المؤخرة وفي مقدمة الأنواع الأخرى.
كانت BMW E46 واحدة من أفضل السيارات مبيعًا في وقتها. كما كانت تستخدمها شركة BMW لإدخال محركات الديزل ذات الحقن المباشر الحديث، والتي وضعت معايير في الأداء والتنقية في ذلك الوقت. بالمقارنة مع سابقتها (E36)، تم تصميم مقصورة الركاب بشكل أكثر ثباتًا وبالتالي زادت من سلامة الحوادث.

### فترات الإنتاج
- ليموزين (E46 / 4): مارس 1998 إلى فبراير 2005
- كوبيه (E46 / 2): أبريل 1999 إلى يونيو 2006
- جولة (E46 / 3): من أكتوبر 1999 إلى يونيو 2005
- المكشوفة (E46 / 2C): مارس 2000 إلى فبراير 2007
- الاتفاق (E46 / 5): من يونيو 2001 إلى ديسمبر 2004
- M3 كوبيه (E46 / 2S): من يونيو 2000 إلى مايو 2006
- M3 المكشوفة (E46 / 2CS): من أبريل 2001 إلى يونيو 2006

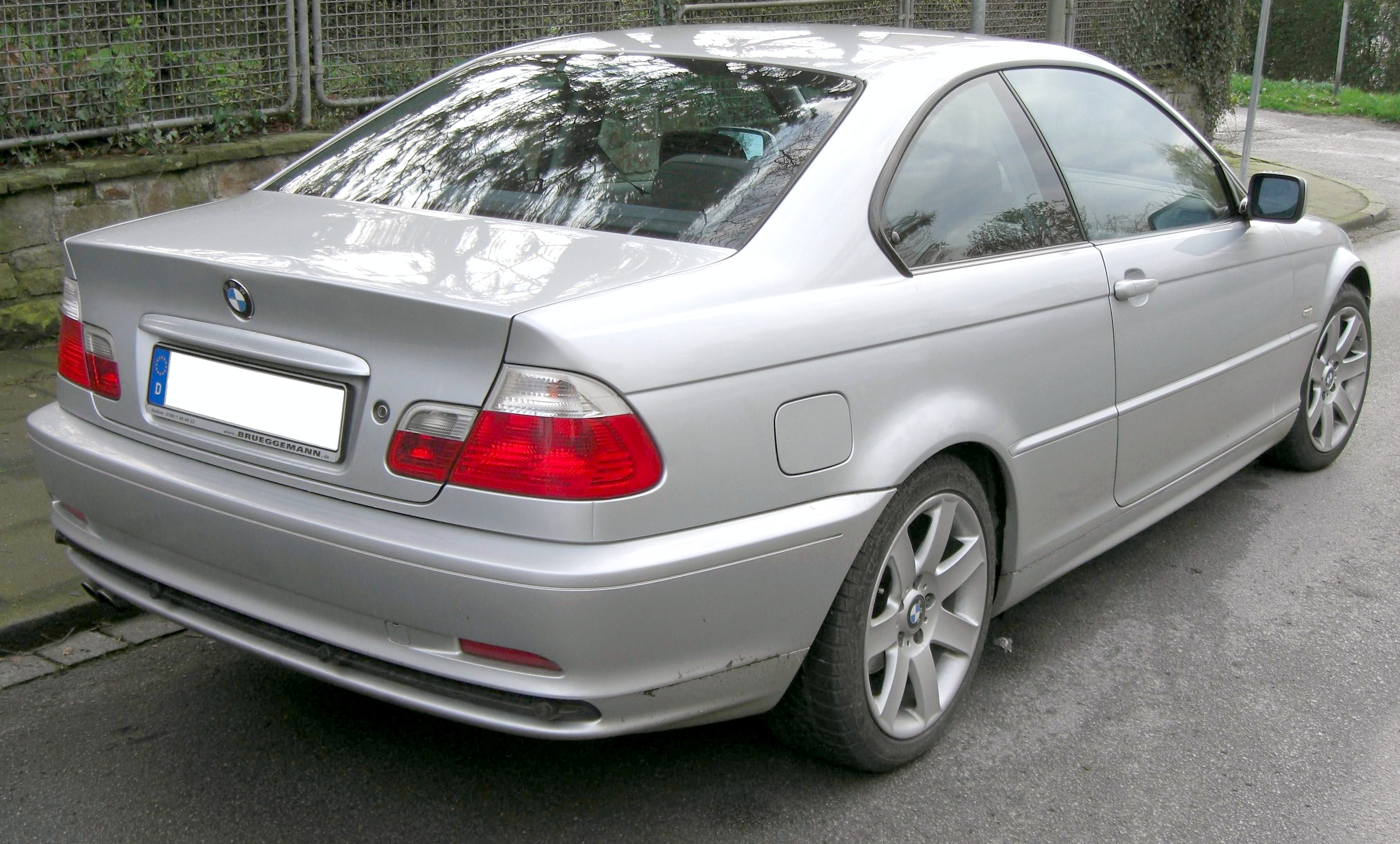
BMW الفئة الثالثة كوبيه (1999-2003)
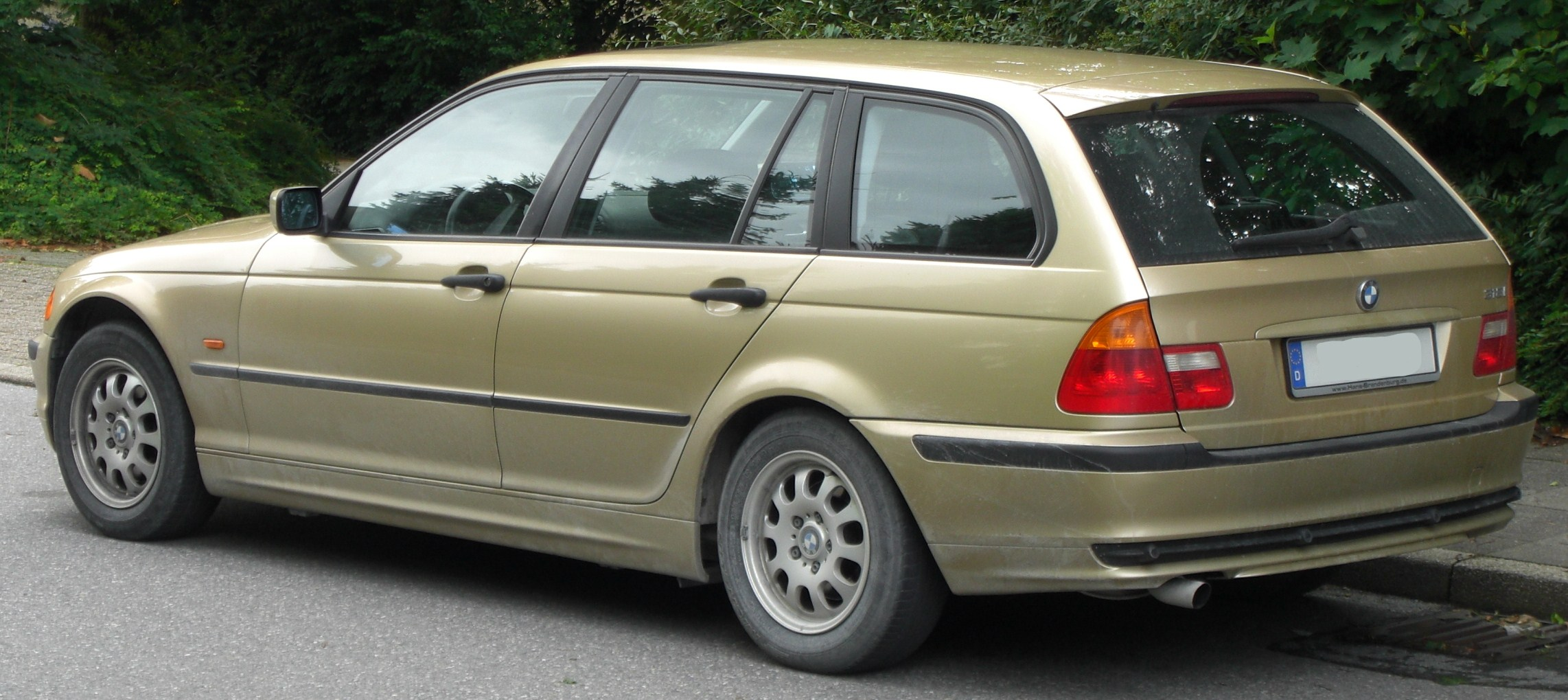
جولة BMW الفئة الثالثة (1999-2005)
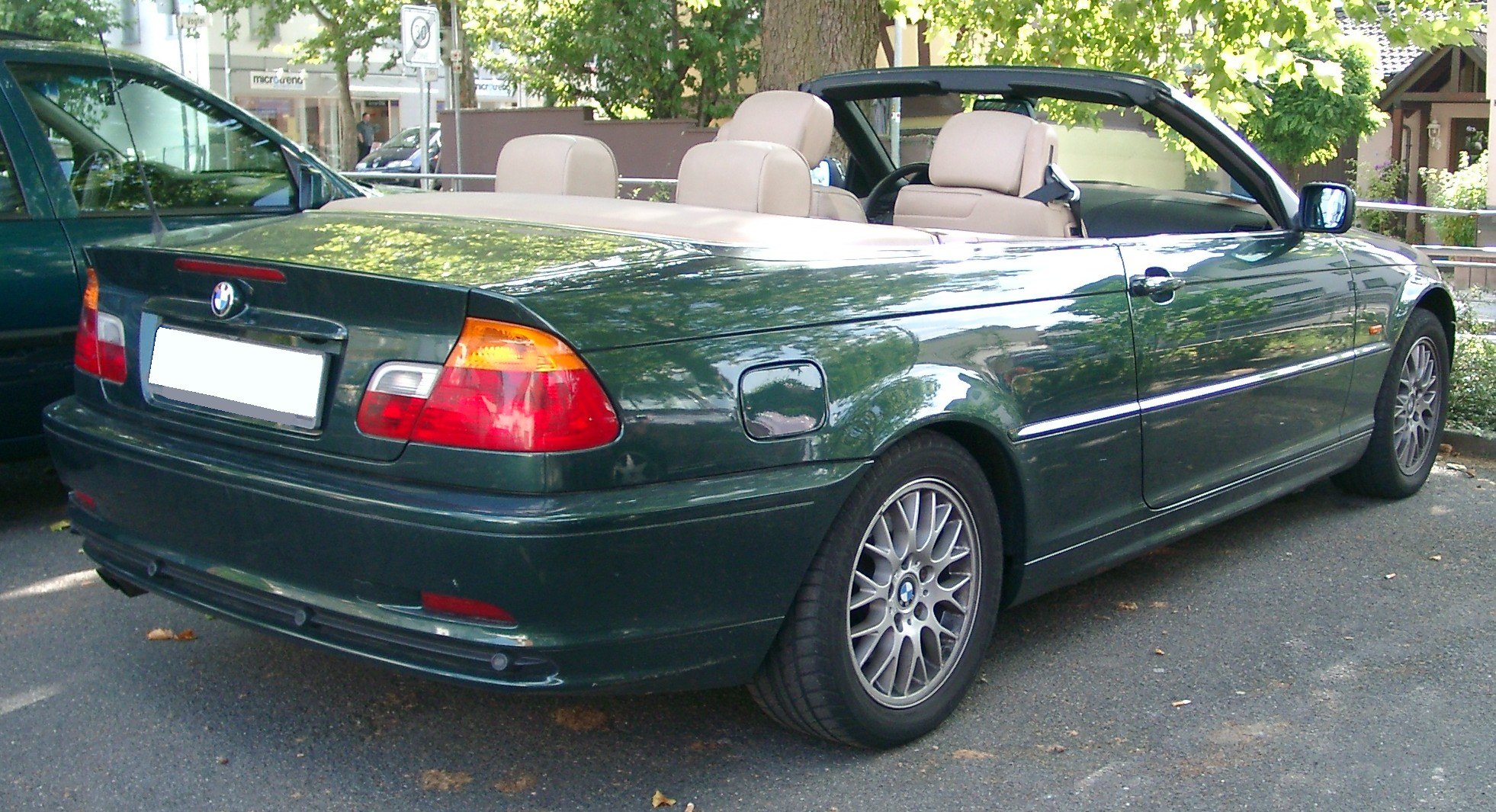
BMW الفئة الثالثة المكشوفة (2000-2003)
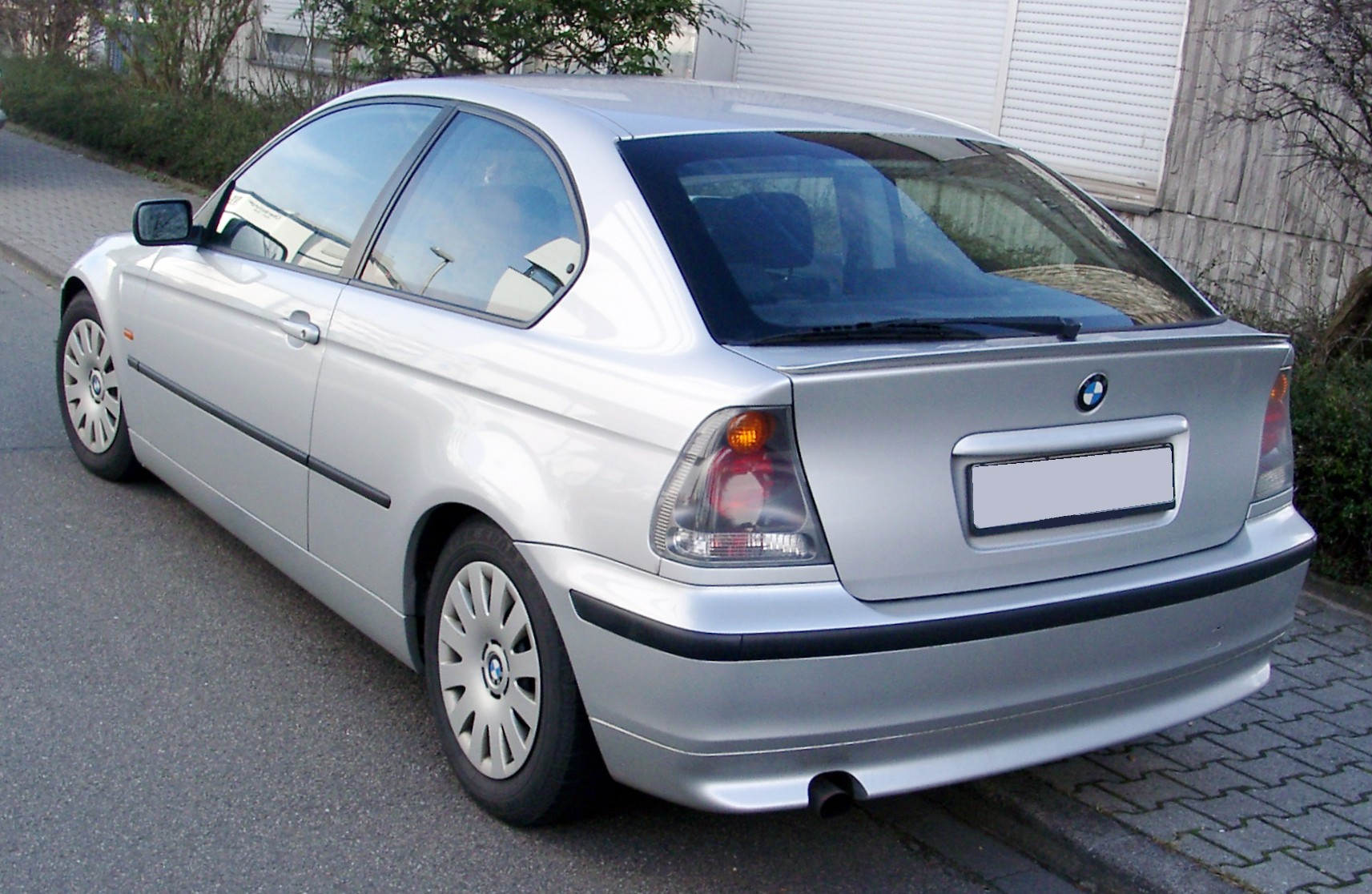
مجموعة BMW الفئة الثالثة (2001-2004)

### عمليات تجميل
في سبتمبر 2001، تلقى ليموزين و Touring عملية شد وجه، مما جعلها في العام السابق قد عدلت من نفس المستوى خمس مرات، لكن لم تحصل على أي حلقات خفيفة. بالإضافة إلى ذلك، تم إصدار محرك جديد رباعي الأسطوانات مع نظام التحكم في الصمام المتغير Valvetronic. اعترف النسخة المجددة هو خارجيا وخصوصا على شكل مختلف أضواء الأمامية والخلفية، وتملق، أوسع وفوق أكثر الزاوي BMW الكلى، والتي هي الآن خارج حبة الحالية على غطاء محرك السيارة وعلى منعطف الجانبي يشير إلى الأضواء الأمامية التي تنتهي معالم تم رفع الخصر عاليا على خط الكتف للسيارة.
تتعلق مراجعة أخرى مهمة، ولكن غير مرئية من الخارج، بتعلق المحور الخلفي بالجسم. شكلت هنا تنهال   - خاصة بالنسبة للمركبات ذات المحرك بست أسطوانات من السنوات الأولى من الإنتاج   - الشقوق، التي تتطلب إصلاحًا معقدًا ومكلفًا للغاية (تفكيك كامل للجزء الخلفي واستبدال جزء كبير من الجسم). كإجراء احترازي وبديل للإصلاح الكامل مع تشكيل الكراك غير المتقدم حتى الآن، قدمت BMW لفترة من الوقت الالتصاق المستهدف للألواح المعرضة للتشققات باستخدام راتنج خاص.
أصبح ESP (برنامج الاستقرار الإلكتروني) متاحًا بشكل قياسي اعتبارًا من سبتمبر 2001 في جميع الطرز.
في مارس 2003، تمت مراجعة كوبيه وكابريوليه، ولكن لا يزال من الممكن تمييزهما بسهولة عن سيارة السيدان. للموديلات M3 و M3   لم يكن لدى CSL عملية تجميل أثناء فترة الإنشاء بأكملها. تم استبدال المصابيح الخلفية فقط للأضواء المعدلة قليلاً باستخدام تقنية LED .
في سياق تدابير المراجعة الخاصة بالسلسلة 3، تم تحويل المتغيرات التالية للمحرك إلى ناقل حركة يدوي بست سرعات اعتبارًا من مارس 2003، بدلاً من ناقل الحركة ذو 5 سرعات فقط: 320d ، 330d ، 330i. يتعلق هذا بجميع أنماط هياكل السيارات، مثل الكوبيه، المكشوفة، التجول والسيدان، وكذلك 325ti   الاتفاق. ظل تصنيف النقل والأداء كما هو في 6. الترس هو ترس سلس يقلل من السرعة، استهلاك الوقود، التآكل والضوضاء.
تراوحت الأسعار من عام 2004 ما بين 21500 يورو لمجموعة 3 Series Compact و 85000 يورو لـ M3 CSL.
استمتع الميثاق أيضًا بتجديد في مارس 2003. كان الغرض منه نزع فتيل المصابيح الخلفية الزجاجية غير العادية مع المصابيح الخلفية الحمراء تمامًا. بالإضافة إلى ذلك، كانت هناك تنانير جانبية مقوسة للخارج وحبة إضافية في غطاء الإقلاع.
ومع ذلك، فإن سلسلة ضغط E46 لم تستطع تكرار نجاح سابقتها وأصبحت متخلفة. توقف إنتاجه في ديسمبر 2004 بعد ما يزيد قليلاً عن ثلاث سنوات من البناء. تعلمت BMW لاحقًا من الأخطاء في تحديد المواقع في السوق وتم تطويرها كخليفة لسلسلة BMW 1 Series ، وهي سلسلة مستقلة، يجب أن توجد ضد Audi A3 و VW Golf في الفئة المدمجة.

في مارس 2005، تم تقديم خليفة لسيارة السيدان (E90). The Touring (E91) متبوعًا في سبتمبر 2005. الكوبيه (E92) جاءت في سبتمبر 2006 والمكشوفة (E93) في مارس 2007 في السوق. 

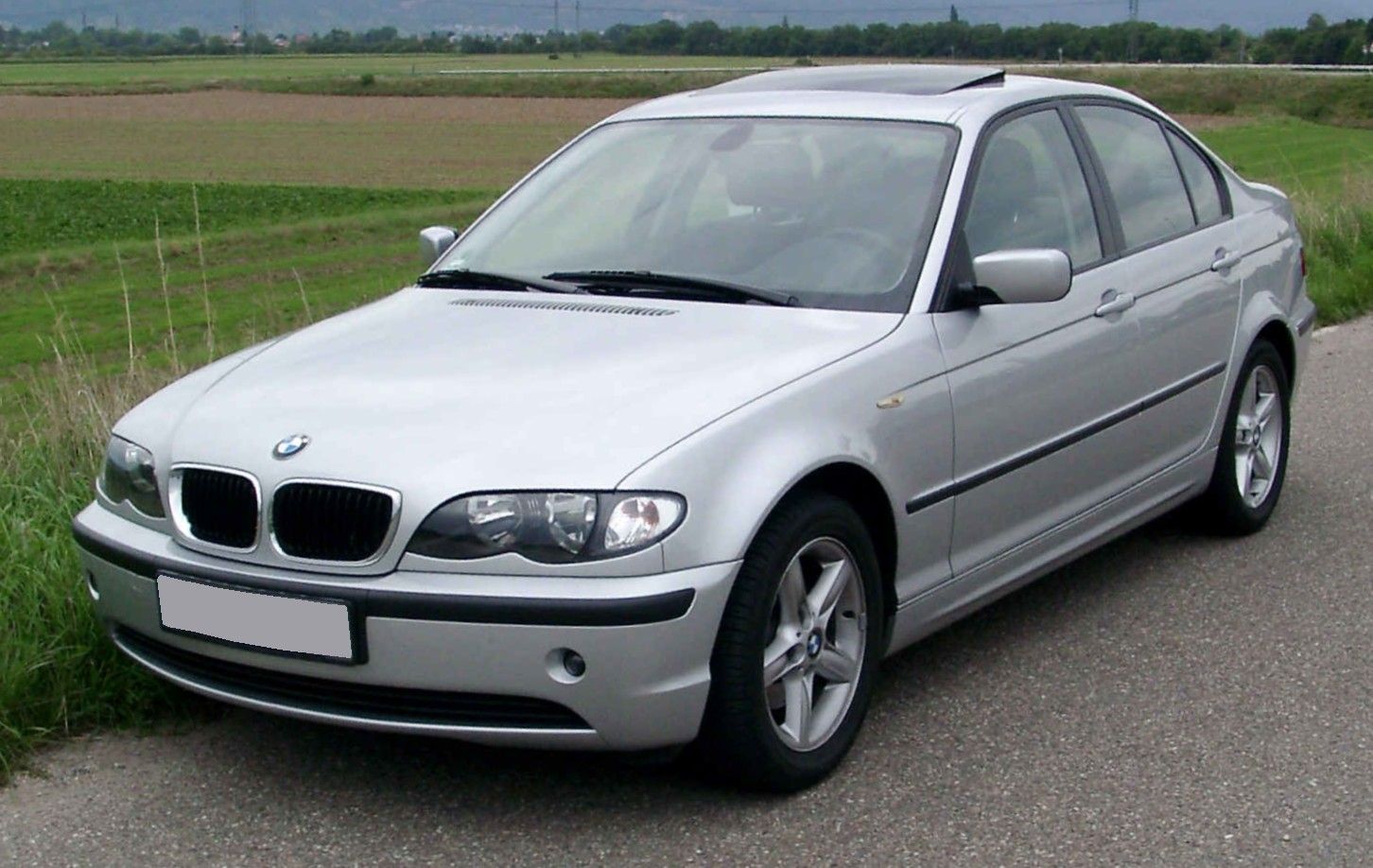
سيارة BMW الفئة الثالثة سيدان (2001-2005)
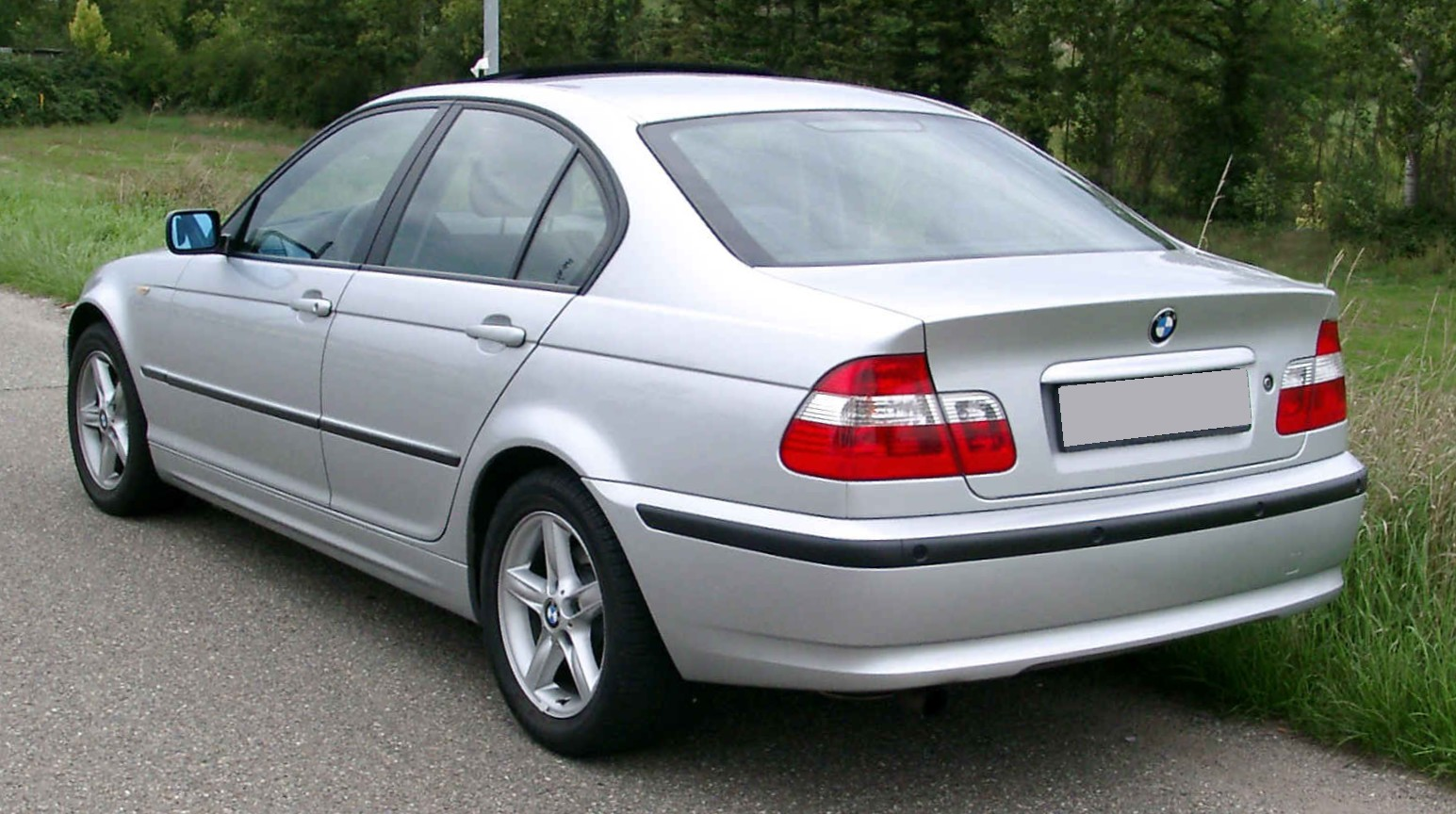
الرؤية الخلفية
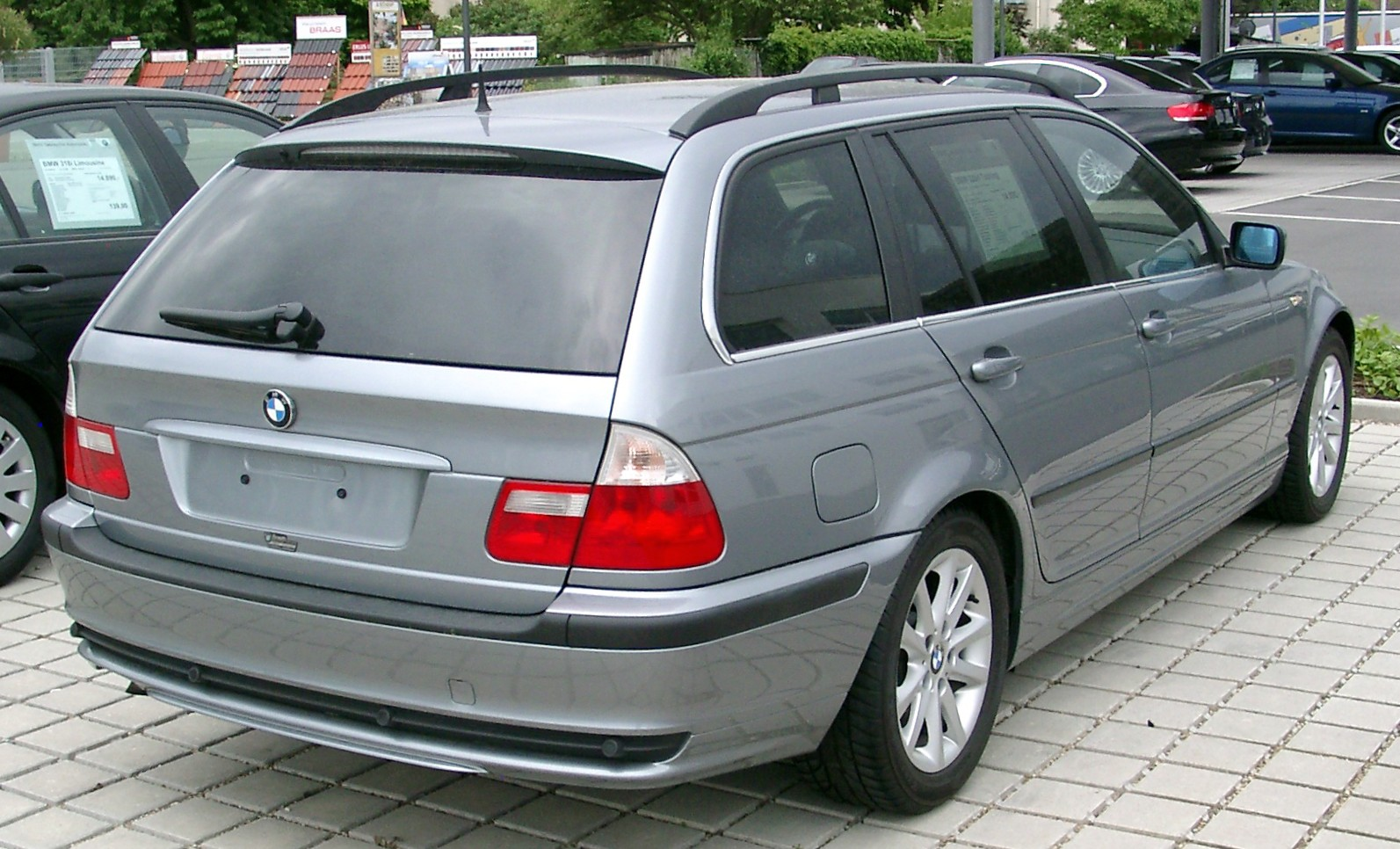
جولة BMW الفئة الثالثة (2001-2005)
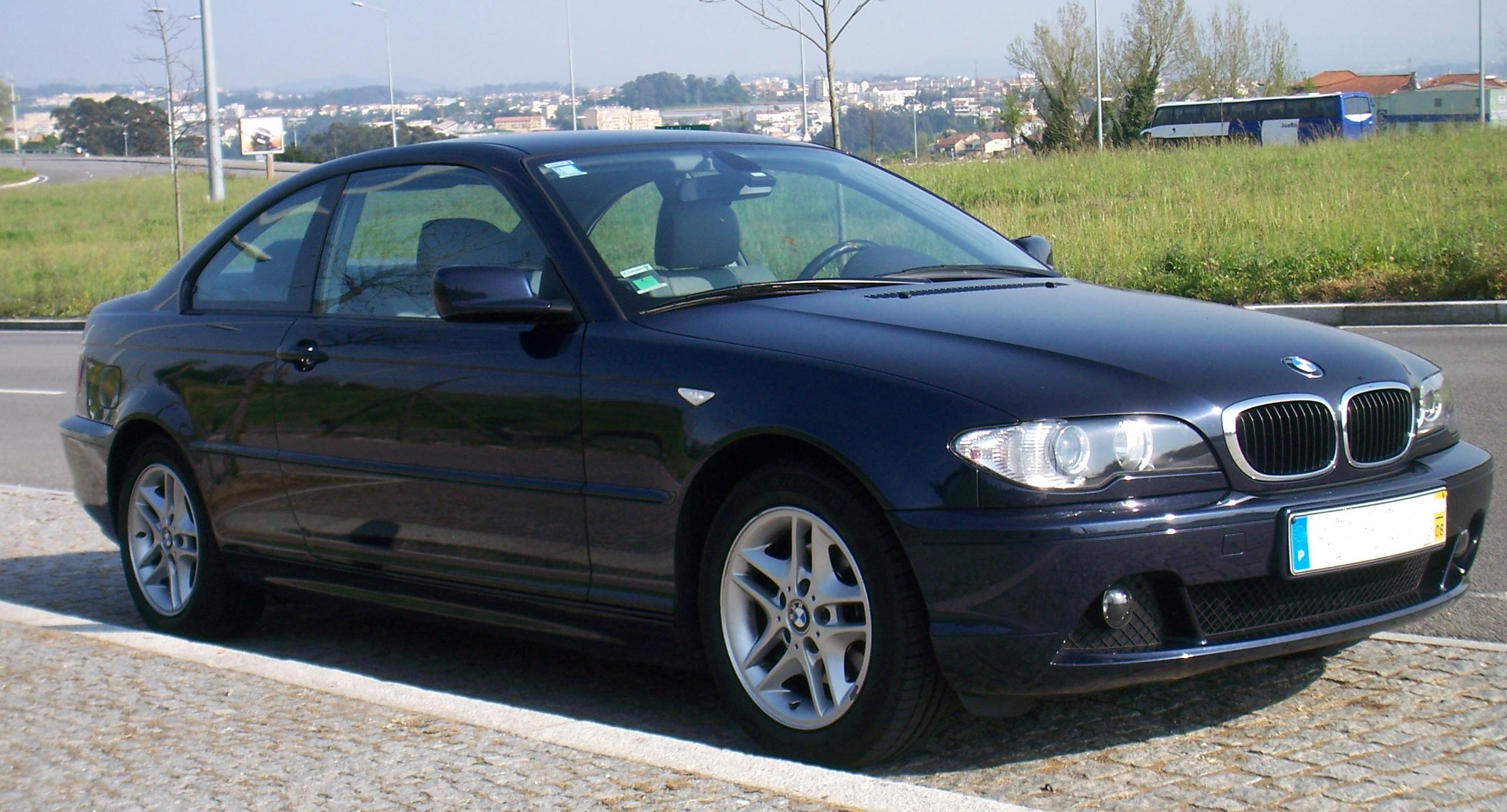
BMW الفئة الثالثة كوبيه (2003-2006)
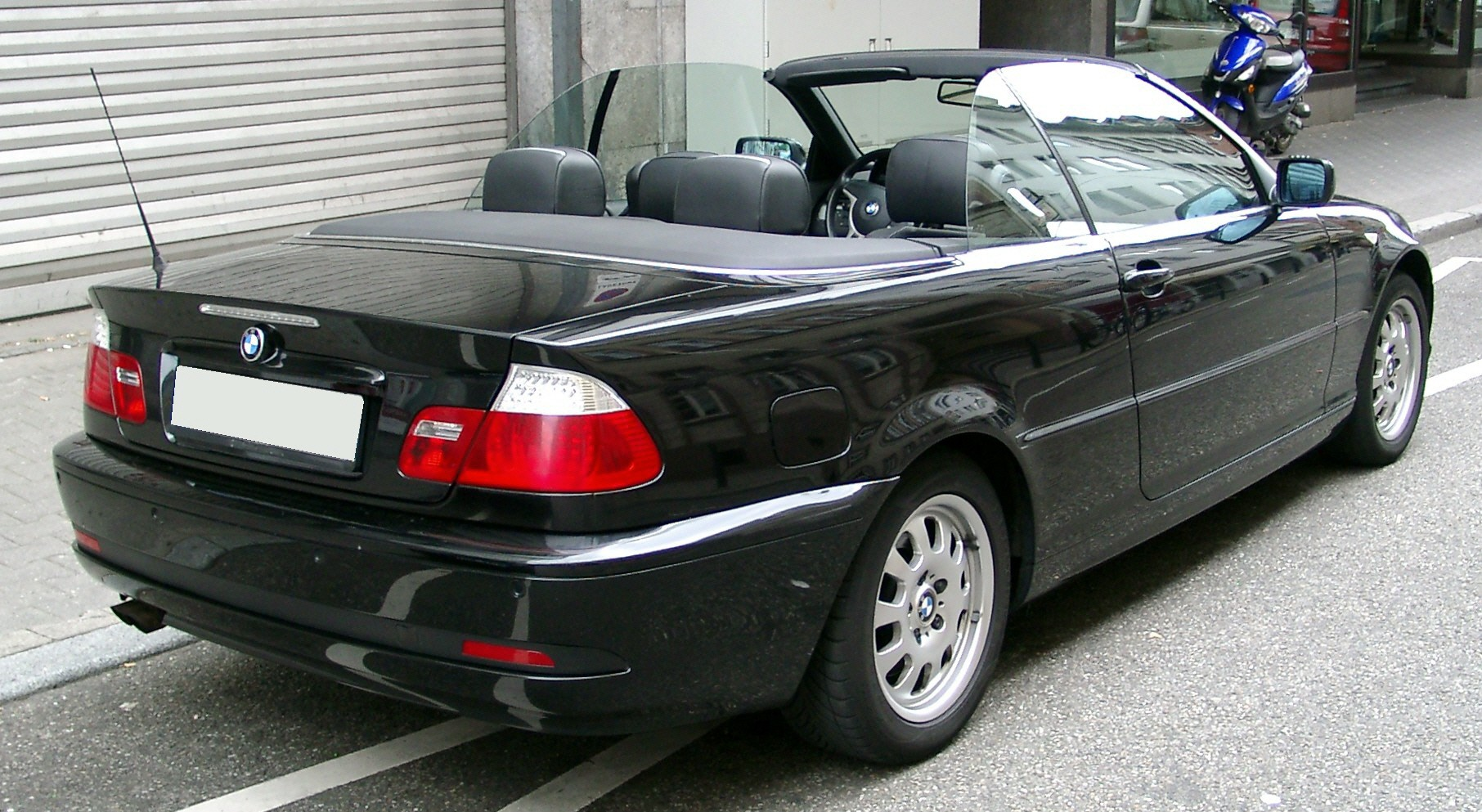
BMW الفئة الثالثة المكشوفة (2003-2007)
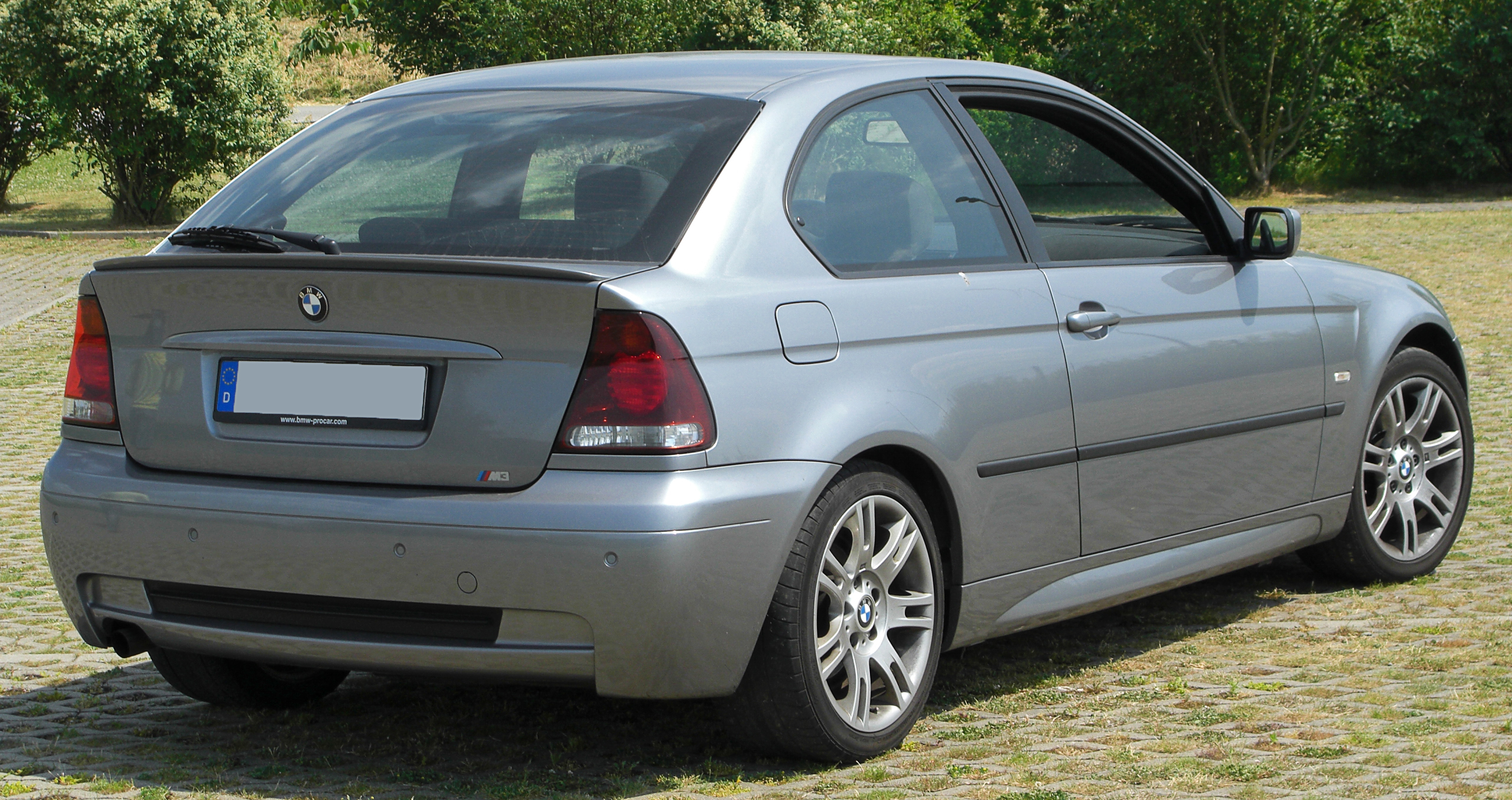
مجموعة BMW الفئة الثالثة (2003-2004)

 بالإضافة إلى الإصدارات المذكورة أعلاه، كانت هناك سيارة M3 الرياضية ، والتي تمت ترقيتها في BMW M GmbH في ميونيخ. المجارف M3 252 في E46 كوبيه وكابريوليه   كيلوواط (343   PS) من محرك مضمّن بست أسطوانات مع حقن صمام الخانق الفردي. يتميز الإصدار المحدود من M3 CSL بتخفيض الوزن و 265   كيلوواط (360   PS) المتاحة.
يتناقض موالف BMW Alpina مع إصداراتها E46 Alpina B3 و B3S (3.3 -l- / 3.4-l إزاحة، 206   كيلوواط / 224   كيلوواط) على مزيد من الراحة الرياضية المنحى. يعتمد المحرك على الإصدار E36 US M3 (S50USB30 و S52USB32 = كتلة محرك الحديد المصبوب، ورأس أسطوانة الألومنيوم مع أعمدة الكامات العلوية و VANOS ، صمام الخانق) الذي تم تعديله باستخدام، من بين أشياء أخرى، العمود المرفقي Alpina ومكابس أخرى. كانت هذه الموديلات متوفرة أيضًا كسيارات سيدان وجولة وقابلة للتحويل وعجلة القيادة جميعها ليست على 250 سيارة   كم / ساعة، ولكن تصل سرعتها القصوى إلى حوالي 270   كم / ساعة.

## المتغيرات الداخلية

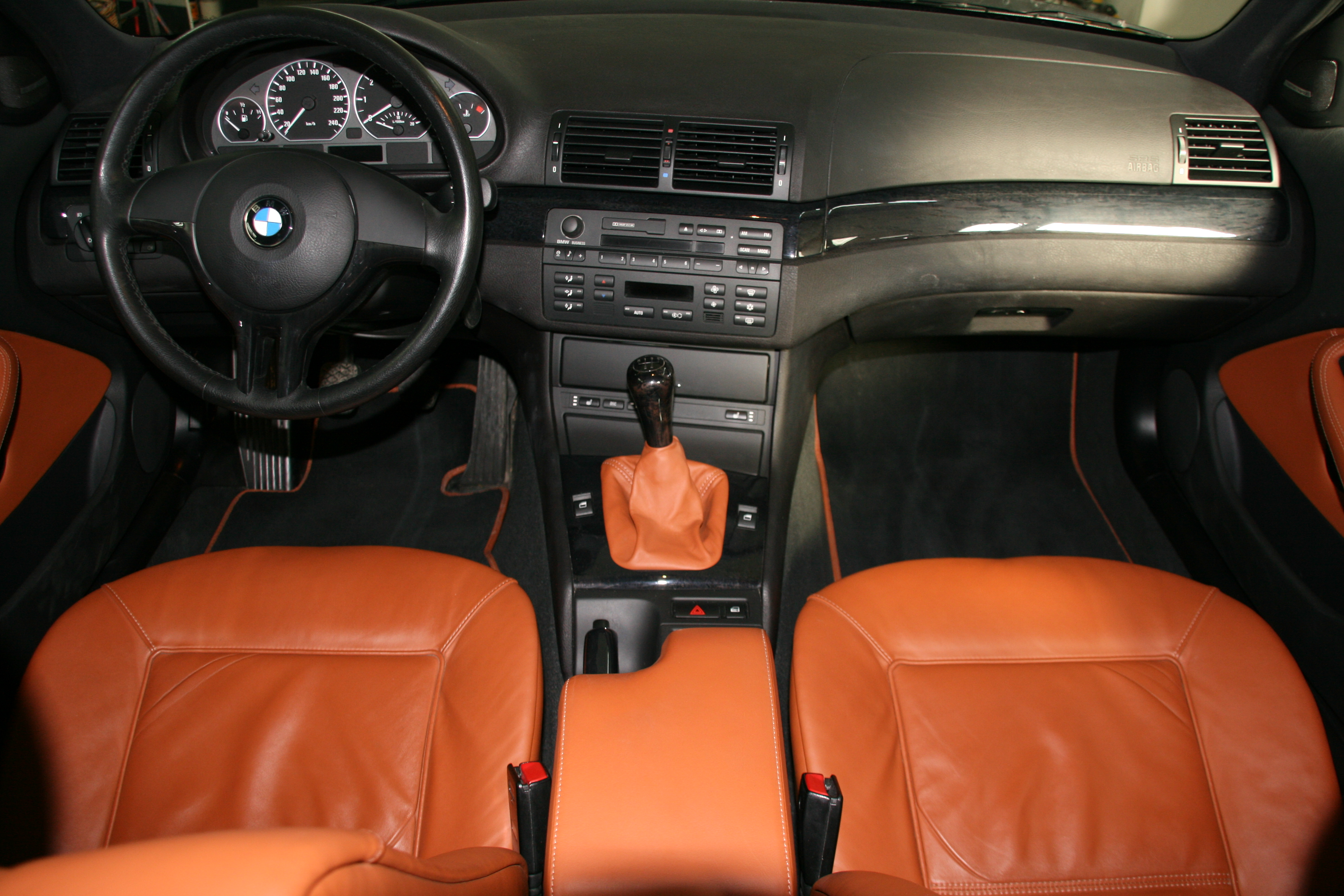
لوحة القيادة مع عكس الراديو القياسية والجلود "القرفة" مع مقعد قياسي من بي أم دبليو الخاصة "لايف ستايل"
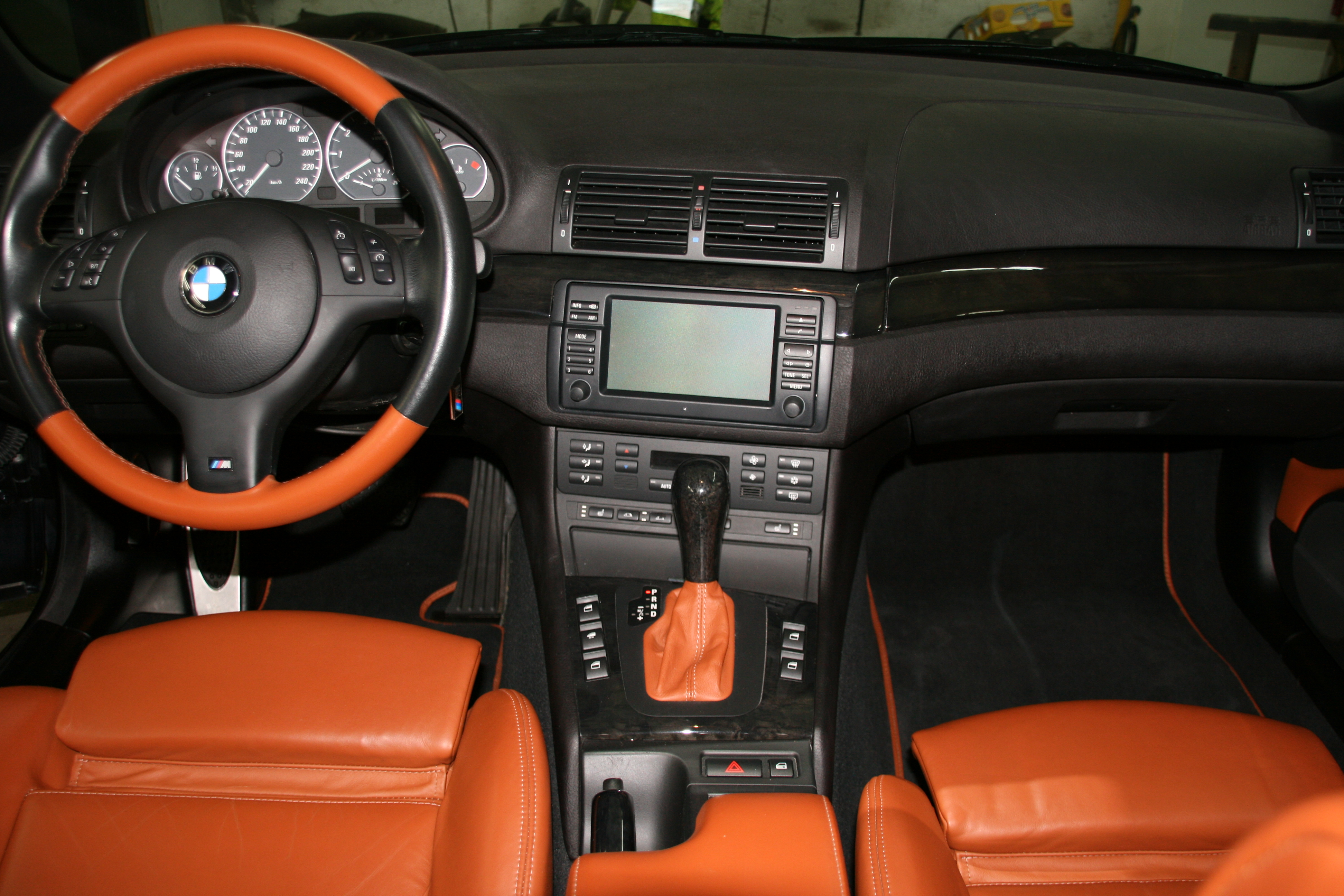
لوحة القيادة مع نظام الملاحة Professional 16: 9 وجلد "Cinnamon" مع مقعد رياضي لـ BMW Special Edition "Sport"

## حساسية
مثل أي مركبة، تتميز سيارة BMW E46 ببعض نقاط الضعف في التصميم، حيث تم تحسين وتصحيح معظم المشكلات على مر السنين بواسطة BMW. تتضمن نقاط الضعف هذه:
- يتم تسريب الفرق في بعض السيارات المستعملة ثم يميل إلى العواء في وضع الدفع.
- على الرغم من أن محركات الديزل من E46 مستقرة بشكل أساسي، إلا أنها في بعض الأحيان تواجه مشاكل في منطقة الشاحن التوربيني وفي مضخات الحقن بالسكك الحديدية المشتركة (330d).
- تتميز الماكينة 320d بوجود عدادات كتلة الهواء المعطلة بشكل متكرر.
- يظهر الهيكل على الطرق السيئة التآكل العالي في حوامل الدعامات والمفاصل الكروية ومحامل الترقوة والتعليق الخلفي. تتوفر المزيد من المكونات الصلبة في تجارة قطع الغيار.
- في بعض الأحيان «تدور» الإلكترونيات في منطقة منع الحركة، كما تسبب أنظمة الملاحة والهواتف اضطرابات أكثر تكرارا.
- خاصة أثناء التجول، يمكن أن تتشكل قطرات المكثفات في صندوق الأمتعة أعلى كمبيوتر التنقل، مما قد يؤدي إلى إتلاف إلكترونيات الكمبيوتر.
- اعتمادًا على نمط القيادة، يُظهر نظام الفرامل أحيانًا مستويات عالية من التآكل.[3]

كما ذكرنا سابقًا في قسم «صيانة النموذج» أعلاه، تشكلت تشققات عند ربط المحور الخلفي بالجسم، الأمر الذي تطلب إصلاحًا باهظًا ومكلفًا للغاية. كإجراء احترازي وأيضًا كبديل للإصلاح الكامل مع التكسير غير المتقدم حتى الآن، عرضت BMW لبعض الوقت الترابط المحدد للألواح المعرضة للتشققات باستخدام راتنج خاص. كانت هذه المشكلة واضحة بشكل خاص في المركبات التي تعمل بمحركات ذات ست أسطوانات من السنوات الأولى من الإنتاج وتم تصحيحها بواسطة شركة BMW في صيانة الطرازات في سبتمبر 2001.
ويشكو العديد من العملاء أيضًا، وفقًا لـ Auto Bild ، من وجود عجلة قيادة تهتز أثناء الفرامل وعلى الطرق غير المستوية. يزعم، مع ذلك، لا يُزعم أنه نظام توجيه معيب ولا نظام فرامل، ولكن المحمل اللين لعظم الترقوة الأمامي والترجمة المباشرة للتوجيه.
يحدد مهندسو مركز الاختبارات Dekra الإخفاقات المتكررة لفرملة الانتظار في الاختبارات الرئيسية لمركبات E46 التي يتراوح عمرها بين أربع وخمس سنوات. السبب في ذلك هو أن الكابلات تطول ثم تضعف. فوق المتوسط في كثير من الأحيان مشاكل مع تعليق وانتقد أيضا. باختصار، كتبت Dekra ما يلي عن BMW E46:
انخفض المحور الأمامي للطرز ذات الأربع أسطوانات أيضًا، وفقًا لـ Auto Zeitung عند الكبح كثيرًا في حركات اهتزاز خفيفة. ومع ذلك، كانت BMW قادرة على معالجة هذه المشكلة عن طريق إجراء تغيير في تصميم المقابض ورؤوس الكرة.
كانت قضايا السلامة ملحوظة على دواسة الفرامل في BMW E46. على سبيل المثال، في سيارة اختبار من Auto Zeitung في عام 1999، فشلت وحدة الدواسة. بسبب مشبك الربيع المفقود، انزلق الترباس من دليله وترك دواسة الفرامل تذهب. نظرًا لأن هذه لم تكن حالة معزولة، فقد استجابت شركة BMW باستدعاء وإصلاح جميع المركبات المتأثرة.
تأثير الكبح نفسه مفيد لسلسلة 3. ومع ذلك، غالباً ما ينصح مشتري السيارات المستعملة باستخدام اختبارات المكابح للكشف عن أقراص الفرامل المشوهة عن طريق فرك الضوضاء من نظام الفرامل. هذه الأقراص، التي أصبحت غير صالحة للاستعمال بسبب ارتفاع درجة الحرارة، يجب استبدالها بعد ذلك.
جميع محركات E46 قوية ودائمة. بعض المشاكل الناتجة عن عزم الدوران القوي هي 320d التي تم تسليمها في أول عامين من الإنتاج. تجاوز عزم الدوران العالي القابض، مما تسبب في انتفاخ الخطبة وبالتالي تبلى بسرعة.
في محركات البنزين، يسجل ADAC حالات فشل متكررة أكثر بسبب مشعات التالفة، والتي تتضرر عادةً بسبب سقوط الصخور ويمكن أن تتسرب. يمكن أن يؤدي مستوى سائل التبريد غير الكافي أيضًا إلى حدوث أعطال بسبب حشوات رأس الأسطوانة المحترقة. تم تصحيح مشاكل البداية المحتملة بسبب شمعات الإشعال الرطبة من طراز عام 1999 من خلال تثبيت جيل جديد من شمعات الإشعال.
يلخص خبير من TÜV SÜD نقاط الضعف في BMW E46 على النحو التالي:
علاوة على ذلك، هناك نوعان من الضعف في طرازات E46 ، خاصة في محركات الديزل. أول نقطة ضعف هي اللوحات الدوامة في جسر السحب. هذه يمكن أن تأتي فضفاضة ثم تسقط في غرفة الاحتراق، حيث تدمر المحرك بالكامل. والنتيجة هي تلف المحرك بالكامل. هذا يمكن جزئيا بالفعل من 80,000   كم كيلومتر تمر. بعد انتهاء الضمان في 100000   كم تهدد تكاليف إصلاح مالك السيارة بين 3500 و 4000   €. لتجنب تلف المحرك، يتجه عدد متزايد من حاملي البطاقات لإغلاق أو إزالة اللوحات الدوارة. يتم إغلاق الفتحات الناتجة مع ما يسمى المقابس رفرف دوامة. هذه مصنوعة أساسا من الألومنيوم أو الألياف الزجاجية.
نقطة الضعف الأخرى هي ناقل حركة أوتوماتيكي في الديزل. 330d لديه عزم الدوران من 410   Nm ، لكن ناقل الحركة الأوتوماتيكي يحمل فقط 325 كحد أقصى   نانومتر قبالة. وغالبًا ما ينتج عن ذلك تلف في العتاد يتراوح بين 100000   كم و 150,000   كم. مرة أخرى، لم يعد ينطبق ضمان BMW.
في السنوات الأخيرة، كانت هناك أعداد متزايدة من التقارير حول مشكلات قفل مركزي في مختلف منتديات BMW ، وخاصة في سنوات البناء القديمة. السبب كان يرتديها في الغالب مرحلات على لوحة من الوحدة الأساسية لنظام قفل مركزي. ومع ذلك، يمكن أيضًا استبدالها بشكل فردي، بحيث لا يلزم استبدال الوحدة الأساسية في معظم الحالات. في غضون ذلك، تخصصت بعض الشركات الصغيرة في استبدال المرحلات وتقديمها كخدمة خارجية.

## محركات

### محركات البنزين

#### محركات البنزين أربع أسطوانات
تنطبق القيم بدون الأقواس على عمليات النقل اليدوي، والقيم الموجودة بين الأقواس () تنطبق على الدفع الرباعي، والقيم بين الأقواس المربعة [] تنطبق على عمليات النقل التلقائي. قالب:FNZ

#### محركات البنزين ست أسطوانات
تنطبق القيم بدون الأقواس على عمليات النقل اليدوي، والقيم الموجودة بين الأقواس () تنطبق على الدفع الرباعي، والقيم بين الأقواس المربعة [] تنطبق على عمليات النقل التلقائية

#### M3 و Alpina
تنطبق القيم بدون الأقواس على عمليات النقل اليدوي، والقيم الموجودة بين الأقواس () تنطبق على الدفع الرباعي، والقيم بين الأقواس المربعة [] تنطبق على عمليات النقل التلقائية

### محركات الديزل
| نموذج                                        | 318D / TD                        | 318D / TD                        | 320D                              | 320D / CD / TD                    | 330D / XD                         | 330D / CD / XD                    |
| -------------------------------------------- | -------------------------------- | -------------------------------- | --------------------------------- | --------------------------------- | --------------------------------- | --------------------------------- |
| فترة البناء                                  | 08 / 2001-02 / 2003              | 03 / 2003-06 / 2005              | 03 / 1998-08 / 2001               | 08 / 2001-08 / 2006               | 10 / 1999-02 / 2003               | 03 / 2003-08 / 2006               |
| نوع المحرك                                   | R4                               | R4                               | R4                                | R4                                | R6                                | R6                                |
| نوع المحرك                                   | M47 D20                          | M47 D20TÜ                        | M47 D20                           | M47 D20TÜ                         | M57 D30                           | M57 D30TÜ                         |
| قدرة                                         | 1951 سم مكعب                     | 1995 سم مكعب                     | 1951 سم مكعب                      | 1995 سم مكعب                      | 2926 سم مكعب                      | 2993 سم مكعب                      |
| كحد أقصى. قوة </br> في 1 / دقيقة             | 85 كيلوواط (116 PS) / </br> 4000 | 85 كيلوواط (116 PS) / </br> 4000 | 100 كيلوواط (136 PS) / </br> 4000 | 110 كيلوواط (150 PS) / </br> 4000 | 135 كيلوواط (184 PS) / </br> 4000 | 150 كيلوواط (204 PS) / </br> 4000 |
| كحد أقصى. طوق معدني للعنق </br> في 1 / دقيقة | 265 نانومتر / </br> 1750-2500    | 280 نانومتر / </br> 1750         | 280 نانومتر / </br> 1750          | 330 نانومتر / </br> 2000-2500     | 390 نانومتر / </br> 1750-3250     | 410 نانومتر / </br> 1500-3250     |
| محرك قياسي                                   | العجلات الخلفية                  | العجلات الخلفية                  | العجلات الخلفية                   | العجلات الخلفية                   | العجلات الخلفية                   | العجلات الخلفية                   |
| محرك، اختياري                                | -                                | -                                | -                                 | -                                 | الدفع الرباعي                     | الدفع الرباعي                     |
| تسارع </br> 0-100 كم / ساعة في الثانية       | 10.7                             | 10.6                             | 9.9                               | 8.8                               | 7.8                               | 7.2                               |
| معظم  VELOCITY  نيس </br> في كم / ساعة       | 202                              | 204                              | 207                               | 221                               | 227                               | 242                               |
| وقود  استهلاك </br> في لتر / 100 كم          | -                                | 5,6 (6,8)                        | -                                 | 5.5 (6.9)                         | -                                 | 6,6 (7,7)                         |
| سعة خزان                                     | 63 لتر                           | 63 لتر                           | 63 لتر                            | 63 لتر                            | 63 لتر                            | 63 لتر                            |

1. ↑  d für Dieselmotor, Cd für Coupé oder Cabriolet, td für Compact, x für Allradantrieb.
2. ↑  Bauzeitbeginn und -ende wird zusätzlich durch die Bauform bestimmt.
3. ↑  Limousine/Coupé/Compact mit Schaltgetriebe; Touring oder Allrad ca. +0,2 s, Cabriolet ca. +0,4 bis 1 s, Automatik ca. +0,2 bis 1 s.
4. ↑  Limousine mit Schaltgetriebe; Coupé ca. +2 km/h, Touring bis −3 km/h, Allrad oder Cabriolet oder Automatik –3 bis −6 km/h.

## دليل المواقع
- Crash-Test BMW 3 Series E46 فترة البناء من 2001 إلى 2005 (ADAC Motorwelt 01/2002) (PDF ؛ 270   كيلوبايت)
- مواقع الاجتماعات BMW E46
- الأعراض والتشخيص مشكلة دوامة صمام